# Ельня (бывшая деревня, Лидский район)
Е́льня (бел. Е́льня, Е́льна) — бывшее поселение на территории современного Лидского района Гродненской области Республики Беларусь, расположенное севернее села Белица, у реки Еленка.

## История
В 1667 году Мария Софья Адаховская основала церковь в Ельне, в 3 верстах от Белицы, куда поселила монахов-доминиканцев и подарила им фольварки Фальковичи и Ельня. В конце XVII века капитал монастыря составлял 1650 злотых.
Во время визита 1633 года виленский каноник и королевский секретарь Каспар Заливский отметил, что на территории прихода, помимо католиков, проживают униаты, «еретики» (кальвинисты) и «раскольники» (православные).
В 1668 году приход Ельна посетил представитель виленского епископа Александра Сапеги, царский секретарь Александр Катович, сопровождал его ельнинский приходской священник Юзеф Буткевич-Папуцевич. Характеризуя крестьянское население прихода, посетитель отметил, что большая его часть придерживается «русской религии» — то есть униатства. Также проживали 5 дворян-кальвинистов и несколько мусульманских семей, по-видимому, татары. В материалах 1668 года православные уже не фигурируют.
В описи Ельнинского прихода, составленной в 1670-х годах приходским священником Юзефом Буткевичем-Папуцевичем, указано, что униатские селяне имеют свою церковь (Голдовскую или Гончарскую) и священника, но часто совершают таинства в католической церкви. Приходской священник отмечает следующее: «Среди них есть небольшая группа, называемая новой Ятвезией или Старой Литвой, они придерживаются не правил, определенных церковью, а каких-то своих собственных законов, унаследованных от родителей и дедов, с которыми не хотят прощаться ни при каких обстоятельствах». Священник отмечает, что не может заставить этих людей жить по церковным законам, потому что для них более авторитетны обычаи, завещанные предками. Эти обычаи можно рассматривать как глубоко укоренившиеся пережитки языческих религий, частично христианизированные, но сохранившие свою языческую сущность.
По описи приходов Лидского благочиния 1784 года в Ельне находились монастырь, церковь и подворье доминиканцев. Рядом находился двор Боровских. На пути из Белицы в Лиду располагался постоялый двор доминиканских священников Ельны. Другая дорога вела в Селец через деревню Альшевци, также принадлежавшую доминиканцам. Недалеко от монастыря находился небольшой заросший и мелкий пруд, питавшийся из местных источников, работала мельница доминиканских священников. До 1784 года доминиканские священники начали копать родники у хутора Тальковщина. Между Ельней, Белицей и Стоками росла ольховая роща.
В 1832 году доминиканский монастырь был закрыт. В 1838 году церковь в Белице, принадлежавшая монастырю, была передана в управление Литовской епархии. Здание бывшего доминиканского костëла в Ельне просуществовало до середины XX века.

## Костёл

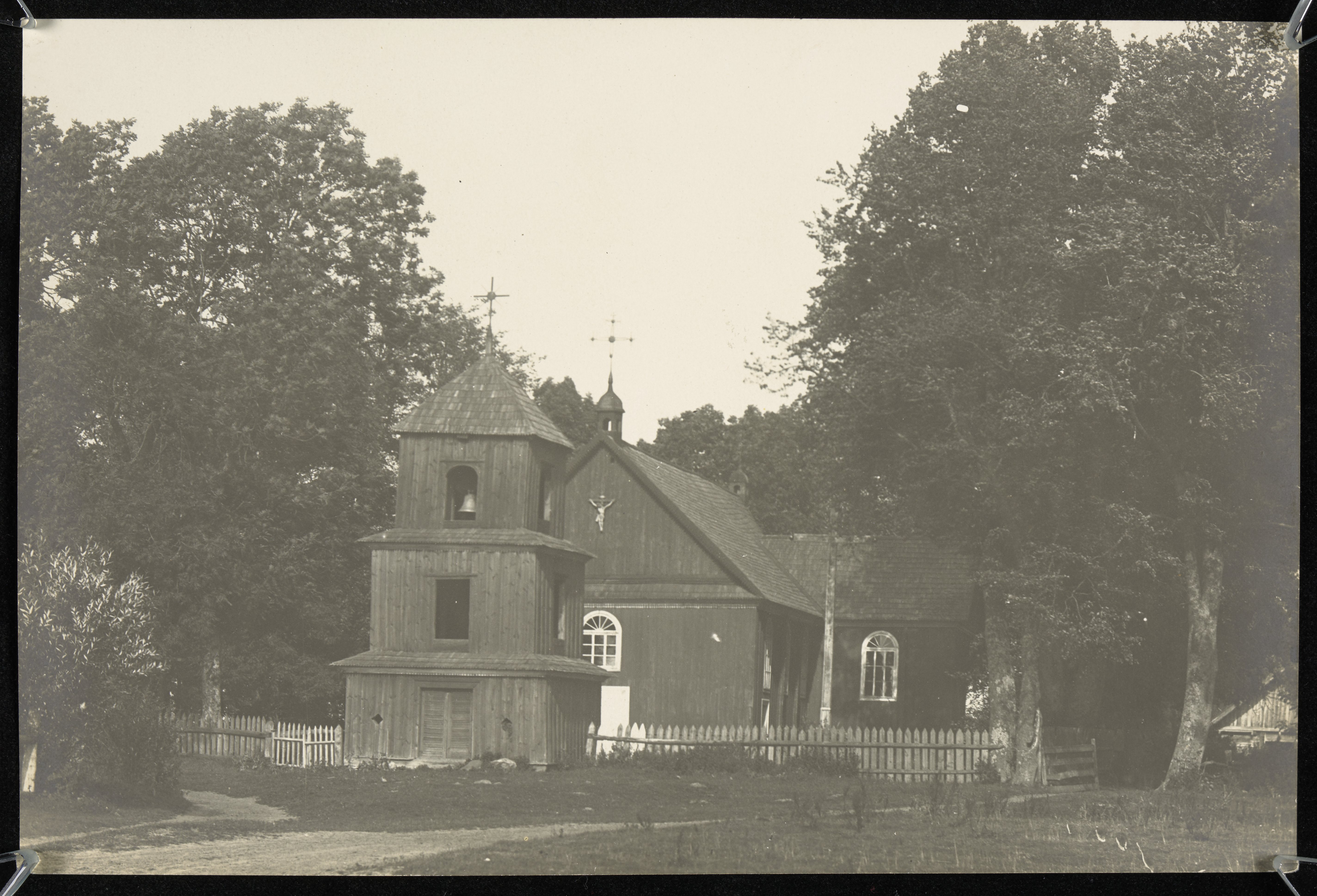
Костёл. Фотография Адама Вислоцкого. Около 1923 года.

Церковь Богоматери Розарии и доминиканский монастырь располагались в центре села. Костёл был построен в конце XVII века из дерева. Он существовал до Второй мировой войны.
Это было произведение народного творчества. Церковь представляла собой длинную прямоугольную бревенчатую избу с пятигранной апсидой, объединенные общей гонтовой крышей с большими свесами и вальмами над апсидой. В конце XIX века была завершена кладка крыльев трансепта под двухскатной крышей. Горизонтально обшитые стены срубов были разделены прямоугольными оконными проемами и укреплены вертикальными перетяжками. Треугольный фронтон главного фасада завершала каркасная шатровая колокольня. По оси храма отдельно стояла двухъярусная шатровая бревенчатая колокольня-ворота.